# Nombre de Betti
En topologia, els nombres de Betti són uns objectes topològics que Henri Poincaré va demostrar que eren invariants i que va utilitzar per estendre la fórmula polièdrica a espais de dimensions més grans que tres. Per a cada dimensió d'un espai topològic en el que existeixen símplex, el nombre de Betti expressa el nombre de cicles independents en aquesta dimensió.

## Definició

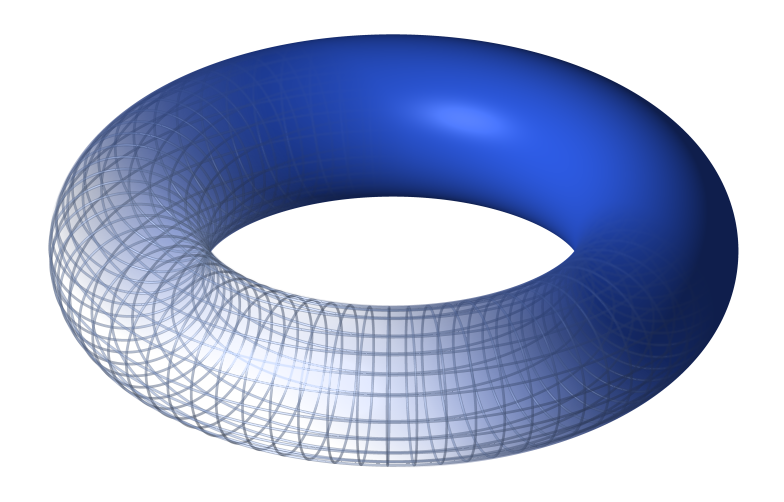
Un tor té un component connectat, dos forats circulars (un al centre i l'altre a l'interior del tub) i un buit tridimensional: Els seus nombres de Betti són 1,2,1.

Intuïtivament, el nombre de Betti a cada dimensió, és el nombre de talls que es poden fer en una superfície n-dimensional sense dividir-la totalment. Així, per exemple, la seqüència de nombres de Betti d'un espai tridimensional seria: {\displaystyle (a,b,c,0,0,0,\dots )}, on {\displaystyle a,b,c} representen els nombres de talls que es poden fer en les dimensions 1, 2 i 3 i els zeros següents representen les demés dimensions inexistents.
Formalment, el n-éssim nombre de Betti és el rang del n-éssim grup homològic d'un espai topològic.